# MIDI Manufacturers Association
MIDI Manufacturers Association (MMA) は、アメリカ合衆国カリフォルニア州に本部を置く国際団体である。日本の社団法人音楽電子事業協会とともにMIDI規格の標準化、管理、普及活動を行っている。1983年に設立されたInternational MIDI Users Group (IMUG)を前身として、International MIDI Association (IMA) を経て1984年に設立された。